# 爾灣
爾灣（英語：Irvine，/ˈɜːrvaɪn/），或译歐文，是美國加利福尼亞州橘郡的一個城市，坐落於該郡中部，鄰近洛杉磯，中上階層家庭聚居，总人口约30万。1888年開埠，1914年改名，1971年12月28日建市。
爾灣市學校隸屬於爾灣學區。多間高等學府均在爾灣市設有分校，包括加州大学爾灣分校、協和大學爾灣分校、爾灣谷學院等。

## 人口
| 调查年                | 人口    | 备注 | %±     |
| --------------------- | ------- | ---- | ------ |
| 1970                  | 10,081  |      | —      |
| 1980                  | 62,127  |      | 516.3% |
| 1990                  | 110,330 |      | 77.6%  |
| 2000                  | 143,072 |      | 29.7%  |
| 2010                  | 212,375 |      | 48.4%  |
| 2020                  | 307,670 |      | 44.9%  |
| U.S. Decennial Census |         |      |        |

根據2020年人口普查結果，爾灣市共有309,031人，拉丁裔占一成，白人（不包括西班牙裔）占37%，亞太裔占45%，其中多為華裔、韓裔。2020年爾灣家庭年收入中位數為108,318 USD（美元）。它是亚裔美国人人口密度最高的美国本土城市。

## 经济
- 暴雪娱乐总部位于此地。
- 宏正自動科技美國子公司「ATEN Technology, Inc.」總部位於此地。
- 博通
- 福特汽車西岸設計中心
- 明基電通
- Alteryx软件公司总部位于此地
- AllMax Battery公司总部位于此地
- Vizio
- Getac美國分公司
- 直銷業New Health(新賀斯)實驗室與工廠

## 公共交通
南加州都会铁道（Metrolink）运营大洛杉矶地区的通勤铁路，在爾灣地区设有Tustin和Irvine两站，Orange County Line和Inland Empire-Orange County Line服务这两站，可搭乘通勤火车前往洛杉矶市中心等地。其中Irvine站还有著名的海景列车--美铁运营的太平洋冲浪者号列车停靠，可搭乘此列车前往洛杉矶市中心，Oceanside和圣地亚哥市中心，Irvine到圣地亚哥耗时1小时40分钟。Tustin和Irvine火车站均设有大型停车场，可停车换乘（P+R）搭乘火车以避开拥堵的高速公路。
Orange County Transportation Authority (OCTA)运营爾灣地区的公交车。

## 姊妹市
爾灣共有四個姊妹城市：
- 日本筑波市
- 墨西哥埃莫西约
- 臺灣桃園市桃园区
- 首尔瑞草区